# Flabellum chunii
Flabellum chunii är en korallart som beskrevs av Marenzeller 1904. Flabellum chunii ingår i släktet Flabellum och familjen Flabellidae. Inga underarter finns listade i Catalogue of Life.